# Kanpur Dehat (huyện)
Huyện Kanpur Dehat là một huyện thuộc bang Uttar Pradesh, Ấn Độ. Thủ phủ huyện Kanpur Dehat đóng ở Akbarpur. Huyện Kanpur Dehat có diện tích 3143 ki lô mét vuông. Đến thời điểm năm 2001, huyện Kanpur Dehat có dân số 1584037 người.